# Cosmolandia
Cosmolandia è il secondo album in studio del gruppo musicale italiano Buio Pesto, pubblicato nel 1998.

## Descrizione
Alla produzione dell'album ha collaborato l'emittente radiofonica Radio Babboleo di Genova con i personaggi di Sciacqui Quotidiani.
È stato il primo CD europeo a volare nello spazio con la missione STS-103 dello Space Shuttle Discovery.

## Tracce
1. Cosmolandia – (con Franco Malerba)
2. Albachiara (sulla base di Albachiara di Vasco Rossi)
3. Macarena (sulla base della Macarena dei Los del Río)
4. Barbie Girl (sulla base di Barbie Girl degli Aqua)
5. Back for Good (sulla base di Back for Good dei Take That)
6. Black or White (sulla base di Black or White di Michael Jackson)
7. Non m'annoio (sulla base di Non m'annoio di Jovanotti)
8. L'ombelico del mondo (sulla base di L'ombelico del mondo di Jovanotti)
9. Margherita (sulla base di Margherita di Riccardo Cocciante)
10. E.T. – (con Fortunato Zanfretta)
11. Per colpa di chi (sulla base di Per colpa di chi di Zucchero Fornaciari)
12. Questo piccolo grande amore (sulla base di Questo piccolo grande amore di Claudio Baglioni)
13. Vespa
14. Cosmolandia (remix) – (con Franco Malerba)
15. E.T. (remix) – (con Fortunato Zanfretta)

## Formazione
- Massimo Morini – voce e tastiera
- Davide Ageno – chitarra e voce
- Alex Pagnucco – basso
- Danilo Straulino – batteria
- Andrea Paglierini – voce